# Matej Vyšňa
Matej Vyšňa (8 juli 1988) is een voormalig wielrenner uit Slowakije. Hij was Slowaaks nationaal kampioen op de weg in 2009.

## Palmares
2009
 Slowaaks kampioen op de weg, Elite

## Teams
- 2007 –  Dukla Trenčín Merida
- 2008 –  Dukla Trenčín Merida
- 2009 –  Dukla Trenčín Merida
- 2010 –  Dukla Trenčín Merida
- 2011 –  Dukla Trenčín Merida
- 2012 –  Dukla Trenčín Trek
- 2013 –  Dukla Trenčín Trek